# Batalla de Laugaricio
En el invierno del año 179 el emperador Marco Aurelio atacó a los germanos cruzando al norte del Danubio con una fuerza de seis legiones, fundando un campamento en Germania, llamado Laugaricio. Mientras tanto, los cuados, la tribu más belicosa de los germanos, atacaron el campamento de invierno (que luego se convirtió en ciudad) de los romanos en Laugaricio. 

## Desarrollo bélico
El legado de la Legio II Adiutrix, Marco Valerio Maximiano, se enfrentó a una enorme masa de guerreros cuados al mando de su rey Fruzus, oculta en los bosques cercanos. Sin suficientes provisiones para resistir un asedio hasta que llegaran los refuerzos, se decidió enfrentarse a ellos en una batalla en campo abierto. 
Sabiendo que era demasiado peligroso atacar el bosque donde se escondían los germanos por el riesgo de ser emboscado o rodeado, Maximiano ordenó a su artillería que incendiara el bosque al tiempo que mandaba tropas auxiliares de vanguardia a las inmediaciones de la foresta para que los germanos les atacaran saliendo de su guarida. Los germanos cayeron en la trampa y se enfrentaron a los legionarios en campo abierto, lo que era un suicidio, porque las disciplinadas tropas romanas acabaron con los bárbaros, mientras la caballería les rodeaba y cortaba la retirada. Los germanos terminaron siendo masacrados.
Los cuados, tras la batalla, dejaron de significar una amenaza para la seguridad del imperio. Después de algunas batallas más, el resto de las tribus germanas se sometieron, pero no fueron anexadas al imperio como planeaba Marco Aurelio, ya que este murió poco después de la batalla por la peste. Su sucesor, Comodo, no se interesó en terminar la conquista de los germanos y volvió a Roma contra los deseos de su padre, y no creó las provincias planeadas de Marcomannia y Sarmatia en los territorios al norte del Danubio como barrera contra otra invasión, aunque las fronteras con los germanos permanecieron relativamente estables durante los 50 años siguientes.